# Błyskoporek dębowy

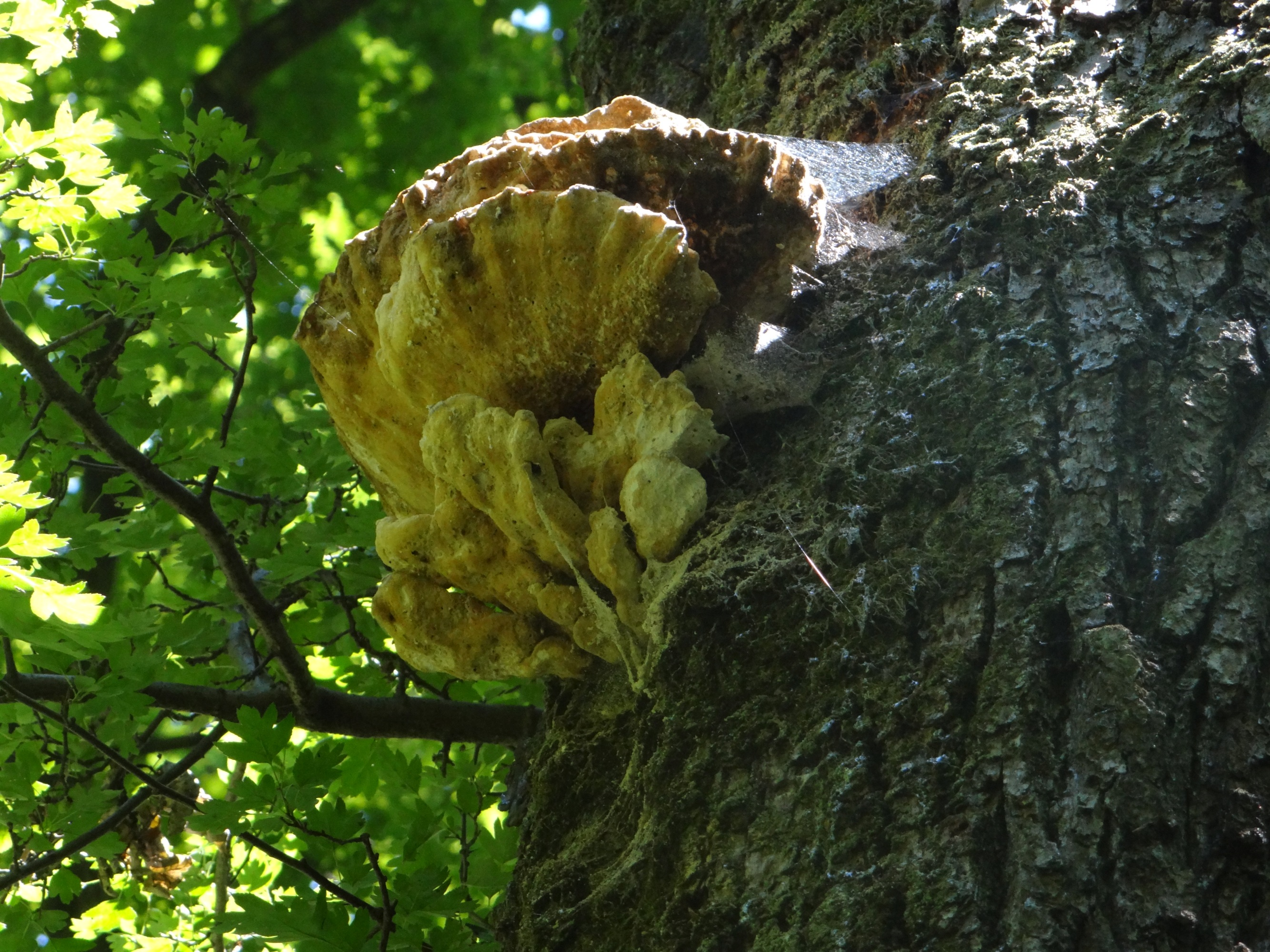

Błyskoporek dębowy, włóknouszek dębowy (Inocutis dryophila (Berk.) Fiasson & Niemelä) – gatunek grzybów z rodziny szczeciniakowatych (Hymenochaetaceae).

## Systematyka i nazewnictwo
Pozycja w klasyfikacji według Index Fungorum: Inocutis, Hymenochaetaceae, Hymenochaetales, Incertae sedis, Agaricomycetes, Agaricomycotina, Basidiomycota, Fungi.
Po raz pierwszy takson ten zdiagnozował w 1847 r. Miles Joseph Berkeley, nadając mu nazwę Polyporus dryophilus. Obecną, uznaną przez Index Fungorum nazwę nadali mu w 1984 r. Fiasson & Niemelä przenosząc go do rodzaju Inocutis.
Synonimy:

- Inonotus corruscans (Fr.) P. Karst. 1882
- Inonotus dryophilus (Berk.) Murrill 1904
- Polyporus corruscans Fr. 1851
- Polyporus dryophilus Berk., 1847
- Polyporus dryophilus Berk. 1847 var. dryophilus
- Polyporus friesii Bres. 1905
- Xanthochrous corruscans (Fr.) Pat. 1923)
- Xanthochrous dryophilus (Berk.) Z. Igmándy 1966
- Xanthochrous rheades subsp. corruscans (Fr.) Bourdot & Galzin 1925

Nazwę polską zaproponował Władysław Wojewoda w 1999 r. S. Domański w 1965 r. opisywał go pod nazwą włóknouszek dębowy. Wszystkie te nazwy są niespójne z aktualną nazwą naukową.

## Morfologia
Owocnik
Jednoroczna huba, wyrastająca pojedynczo, lub dachówkowato w grupach po kilka sztuk. Ma półkulisty, konsolowaty lub półeczkowaty kształt i wymiary 11-19 × 9 cm. Brzeg przeważnie równy. Do podłoża przyrasta bokiem. Górna powierzchnia owłosiona lub naga, o barwie od płowożółtej do czerwonawobrązowej, często strefowana.
Hymenofor na dolnej powierzchni, rurkowaty, początkowo płowożółty, potem ciemnoczerwonobrązowy. Pory kanciaste, z czasem poszarpane, w liczbie 1–3 na 1 mm, z rzadkimi szczecinkami. Kontekst złożony głównie z twardego, granulkowatego rdzenia zbudowanego z brązowej i białawej grzybni z cienką, włóknistą żółtobrązową warstewką na granicy między rdzeniem a rurkami. Rdzeń ma grubość do 8 cm, część włóknista do 3 cm, warstwa rurek do 3 cm.
Cechy mikroskopowe
System strzępkowy monomityczny. Strzępki w części włóknistej przeważnie cienkościenne, bladożółte, z prostymi septami, rzadko rozgałęziające się, o średnicy 5–10 μm. Strzępki w ziarnistej części rdzenia dwóch typów. Niektóre grubościenne, o średnicy 4–15 μm, pogięte i rozgałęzione na kształt cząsteczki skrobi, inne hialinowe (tzn. bezbarwne i przeźroczyste), bezprzegrodowe, cienkościenne, zazwyczaj o średnicy 4–5 μm, ale czasami nabrzmiałe do 15 μm. Strzępki tramy o średnicy 4–6 μm z maczugowatymi końcówkami o średnicy 4–8 μm. Podstawki maczugowate z nabrzmiałą podstawą, 4-sterygmowe, o wymiarach 17–20 × 6–8 μm. W hymenium brak elementów sterylnych. Zarodniki elipsoidalne lub jajowate, grubościenne, brązowawe, o wymiarach 16–8 × 4,5–6 μm.

## Występowanie
Występuje w Ameryce Północnej, Środkowej, Europie i Azji. W Polsce jest rzadki. Do 2003 r. w literaturze naukowej podano 4 stanowiska na terenie kraju. Znajduje się na Czerwonej liście roślin i grzybów Polski. Ma status V – gatunek narażony na wymarcie. Znajduje się na listach gatunków zagrożonych także w Estonii, Czechach, Niemczech, Szwecji i Litwie.
Występuje w lasach i parkach na pniach żywych dębów. Notowany także na pniach eukaliptusów i jesionów. W Polsce występuje na dębach.

## Znaczenie
Pasożyt wywołujący białą zgniliznę drewna. Zapobiega się porażeniu drzew przez wygładzanie ran i zabezpieczanie ich fungicydami.

## Gatunki podobne
Podobny jest błyskoporek płaczący (Pseudoinonotus dryadeus), również rosnący na dębach i również rzadki. Odróżnia się mniejszymi owocnikami, powstającymi głównie na korzeniach i u podstawy pnia. Jego charakterystyczną cechą jest także wydzielanie kropel czerwonawej cieczy.